# Arquus
Arquus, ранее Renault Trucks Defense, — французская компания, специализирующаяся на военных автомобилях, принадлежит шведской группе Volvo.

## История
Во время Первой мировой войны производство автомобилей в Renault было сосредоточено на военной технике, лёгких танках Renault FT, боеприпасах и двигателей для самолётов. Renault также построила артиллерийский тягач с четырьмя рулевыми и ведущими колёсами для французской армии, Renault EG. Затем шестьсот такси (см. Renault Taxi de la Marne) перевозили войска во время битвы на Марне. Всего для войны было поставлено 9 230 машин.

### 2001-2018: эпоха Volvo
В 2001 году Renault продала Renault Trucks Defense (RTD) группе Volvo.
В мае 2006 года RTD купила компанию ACMAT, специализирующуюся на лёгких тактических машинах (VLRA и ALTV).
В ноябре 2012 года Renault Trucks Defense приобрела французскую компанию Panhard Defense.
В ноябре 2016 года группа Volvo объявила, что хочет продать Volvo Group Government Sales, оборонную часть Volvo, в которую входят Renault Trucks Defense, ACMAT, Panhard Defense, Mack Defense LLC и VGGS Oceania. VGGS представляет 1,5% оборота Volvo Group. На тот момент 90% машин французской армии производилось RTD. На это приобретение претендуют: бельгийский производитель башен малого и среднего калибра CMI и франко-германская группа KNDS, созданная в 2015 году. 50-процентный акционер. В октябре 2017 года группа Volvo отказалась от продажи.
В декабре 2016 года Жан-Ив Ле Дриан, министр обороны, объявил о победе Renault Trucks Defense по контракту на 3700 лёгких автомобилей ACMAT VT4, заменив Peugeot P4. Способ закрепить группу, выставленную на продажу шведской Volvo, на территории Франции. Этот контракт заключён сразу после того, как ещё один контракт на 270 000 000 евро был выигран Кувейтом на 300 тяжёлых транспортных средств. Выбранный автомобиль — Ford Everest, военизированный Renault Trucks Defense.

### 2018: Renault Trucks Defense становится Arquus
С 24 мая 2018 года компания называется Arquus, аббревиатура от Arma и Equus.
Шведская группа Volvo Group запрещает в 2020 году своей французской дочерней компании сообщать о годовом обороте и финансовых результатах. При увеличении товарооборота на 25% в 2018 году и на 38% в 2019 году, когда поставлено 2156 автомобилей, на последнюю дату он оценивается примерно в 600 000 000 евро, из них 35% в оперативной готовности. Её генеральный директор Эммануэль Левашер прогнозирует рост на 10% в 2020 году.

## Структура
Штаб-квартира компании находится в Версале, в технологическом центре Париж-Сакле.
В 2016 году в компании работало 1300 сотрудников, было три бренда во Франции (RTD, Acmat, Panhard), 5 производственных предприятий (Лимож, Фуршамбо, Сен-Назер, Мароль-ан-Юрепуа и Сен-Жермен-Лаваль), а также два центра, посвящённых Исследованиям и разработкам (Версаль и Лион).
В начале 2020 года компания объявила о 1500 сотрудниках и четырёх производственных площадках во Франции, причём более половины автомобилей производится в Мароль-ан-Юрепуа. В 2019 году завод выпустил 1200 автомобилей.

## Продукция

### Бронетехника
- ВБМР «Грифон»: десантно-транспортная машина, предназначенная для замены VAB в пределах Французская армия в рамках программы «Скорпион».
- EBRC «Ягуар»: шестиколесная бронированная разведывательная машина нового поколения, предназначенная для интеграции в боях в городской или горной местности, в рамках программы Скорпион.
- Armored Front Vehicle (VAB): средний бронированный автомобиль массой примерно 15 тонн, доступный в полноприводной (4×4) и шестиколесной (6×6) конфигурациях. Существует около тридцати различных вариантов: командный пункт, артиллерийское наблюдение, санитарный, инженерный, РХБ-разведка, носитель систем вооружения (ракеты, минометы, турели), правоохранительные органы и т.д. Принят на вооружение в 1975 г.

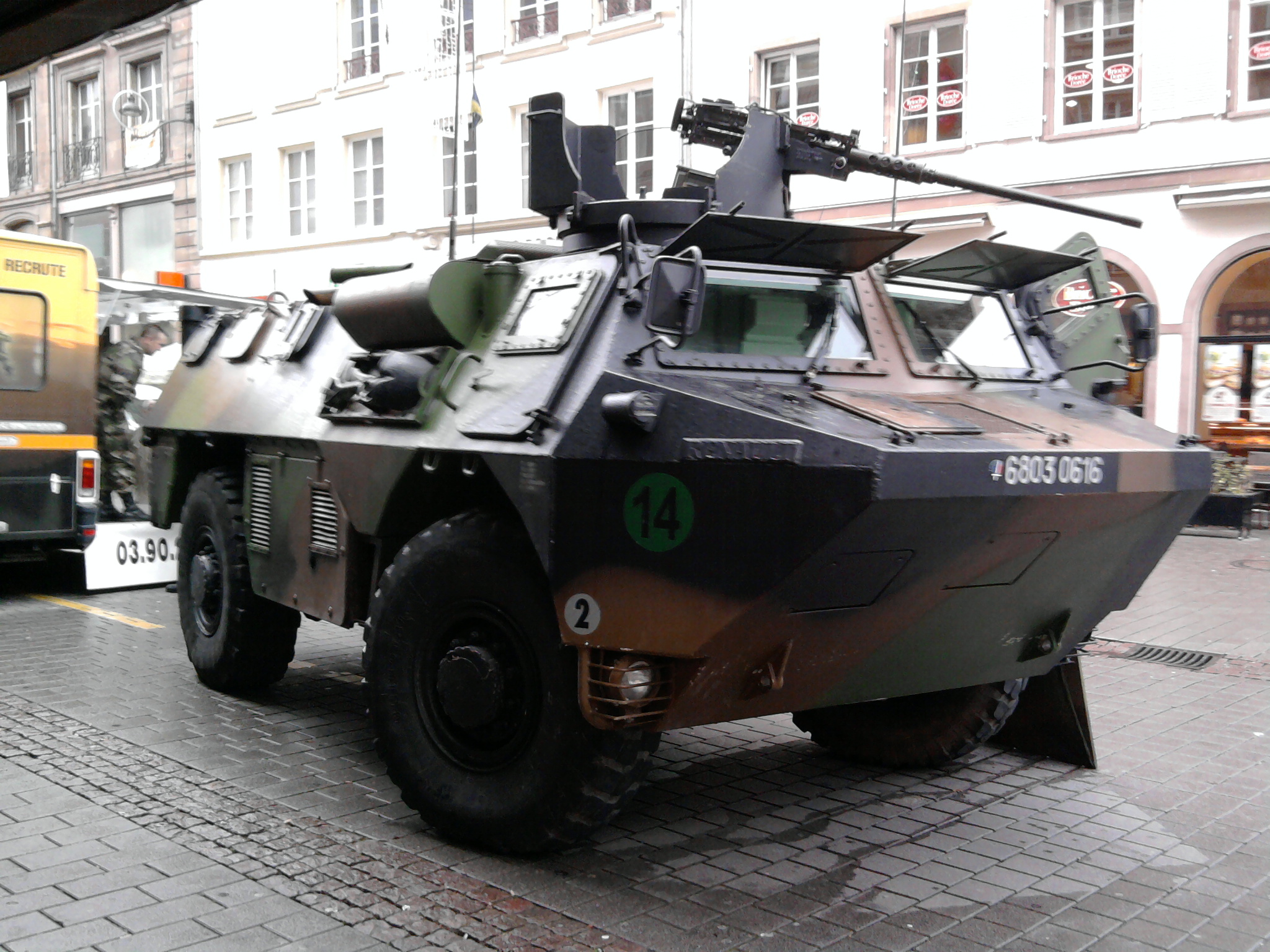
Véhicule de l'Avant Blindé
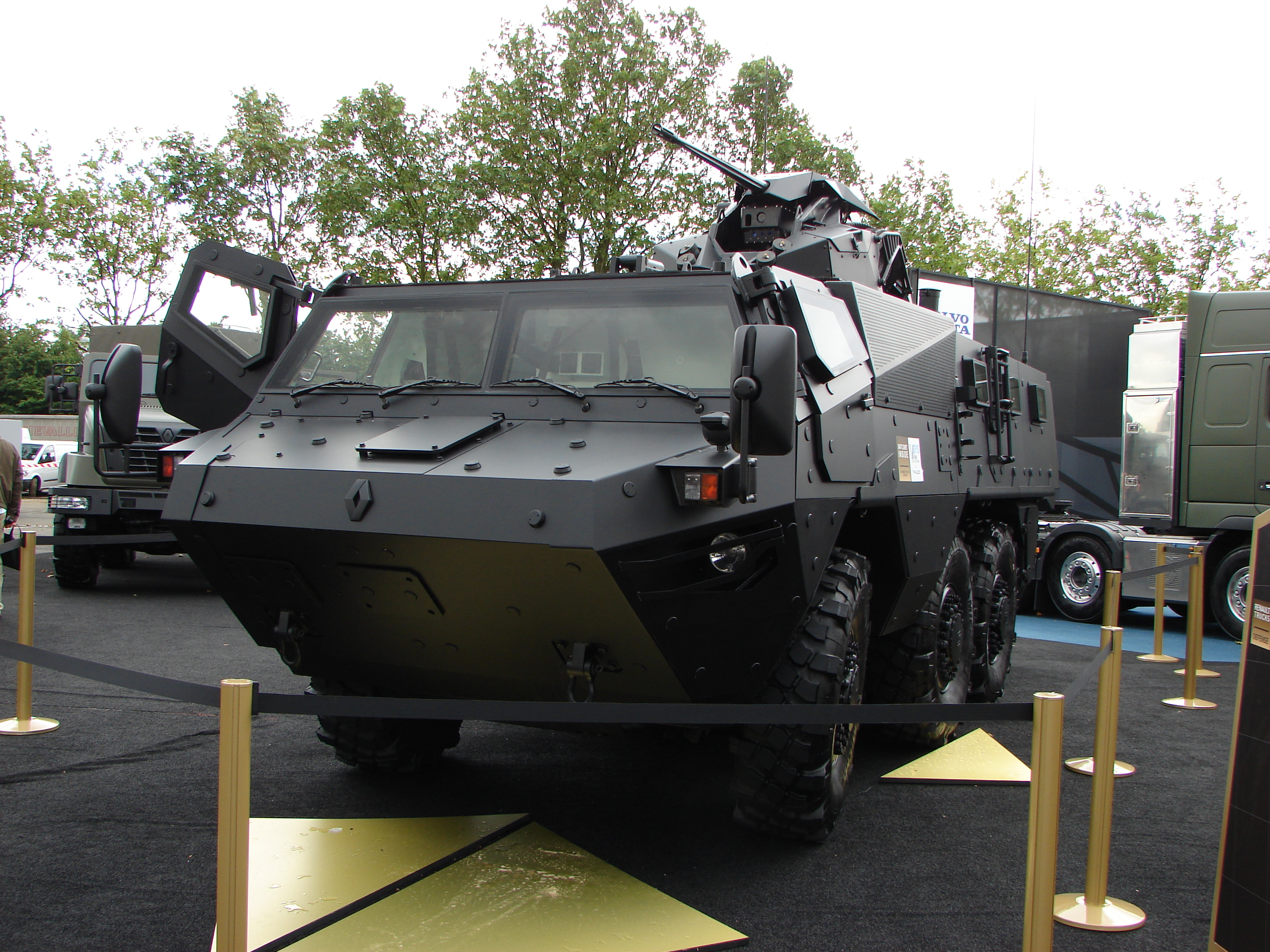
VAB Mark III
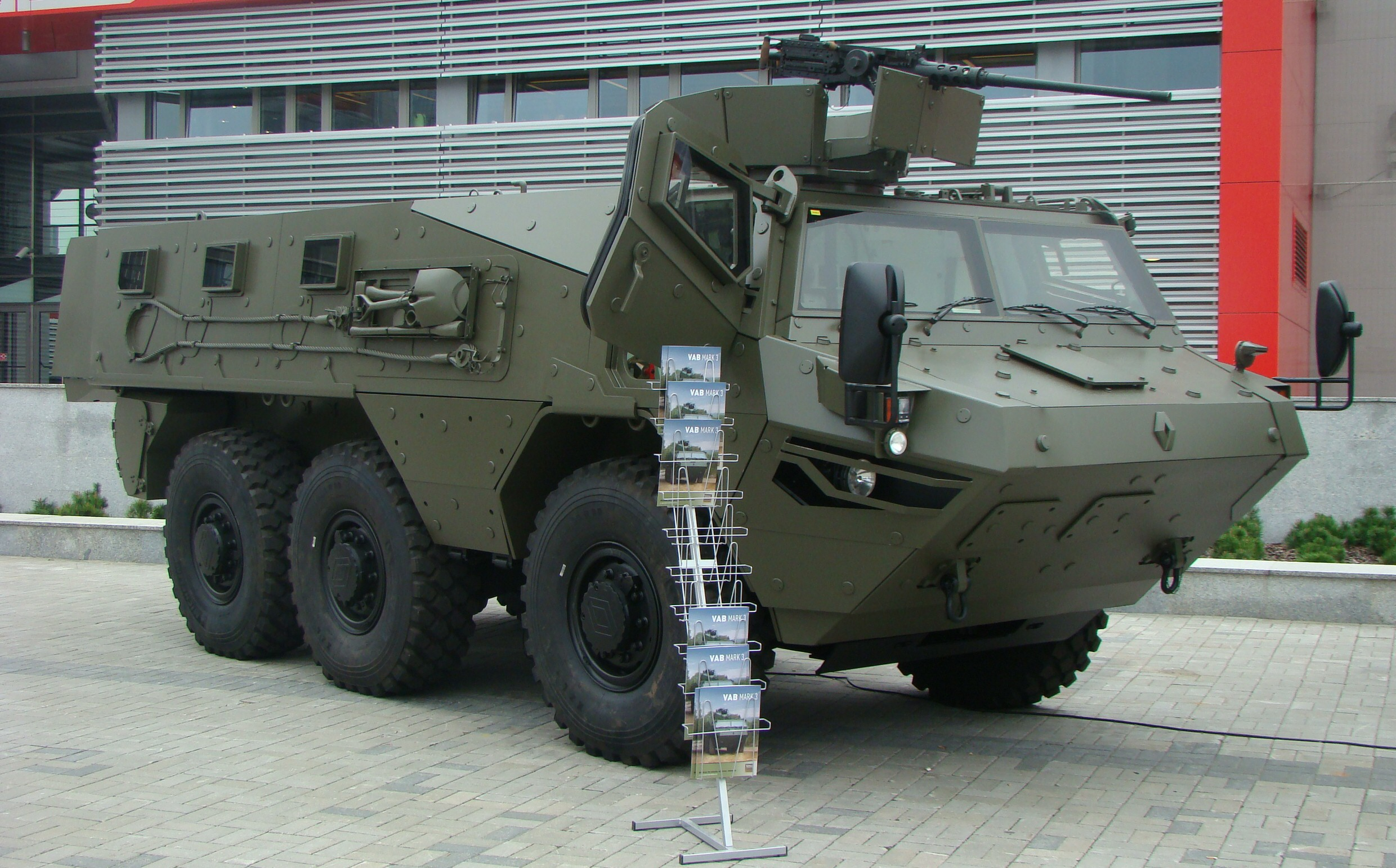
VAB Mk3

- MRAP: сочетание тактического грузовика 6x6 Sherpa Medium 10 с бронированным V-образным кузовом было представлено Renault 20 тонн MRAP Trucks Defense на Eurosatory 2008.
- Armoured Multirol Carrier: концепт среднего бронированного автомобиля с колесной формулой 6×6 грузоподъемностью до 22 тонн, представленный на выставке Eurosatory 2008.
- Крепость MK-2: Представлена в 2020 году.

### Шерпа

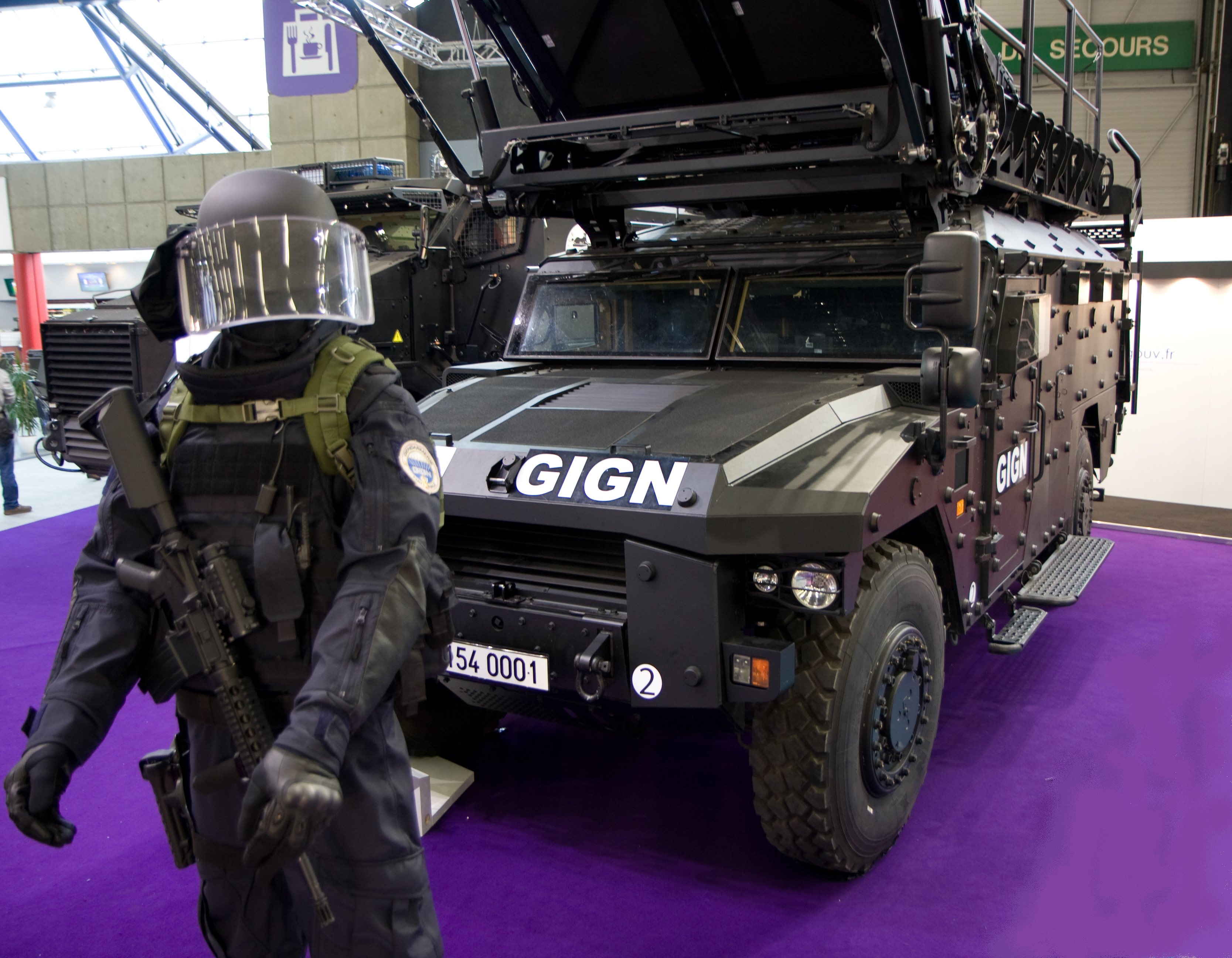

Ассортимент Sherpa Light включает 6 версий от 7,9 до 11 тонн:
- Sherpa Light Scout (ex-Sherpa 2), бронированный или нет, для разведки и патрулирования (4-5 человек);
- Sherpa Light High Intensity очень защищенный (4-5 человек);
- Sherpa Light Carrier (бывший Sherpa 3), бронированный или нет, с задней платформой для логистических задач;
- Легкий бронетранспортер Sherpa (бронетранспортер) (бывший Sherpa 3A «Большой объем») для перевозки войск (10 человек);
- Sherpa Light FS (также называется Sabre) для сил специального назначения (открытый кузов для 4-5 человек);

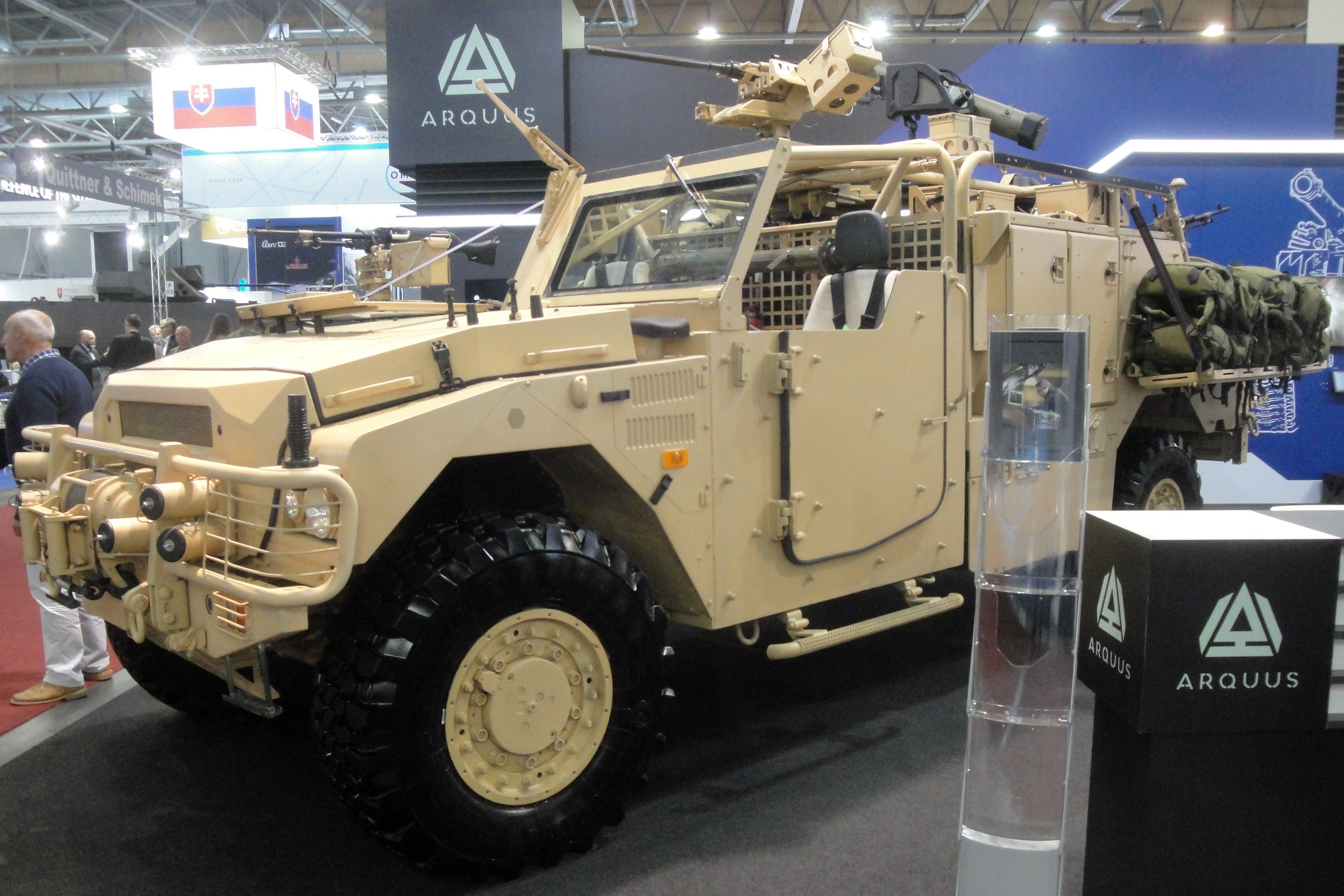

- Sherpa Light Station Бронированный фургон для перевозки систем вооружения, таких как зенитная установка MPCV компании MBDA.

Sherpa Light был заказан НАТО, Францией и другими странами, такими как Египет или Чили для версии Assault Ladder.

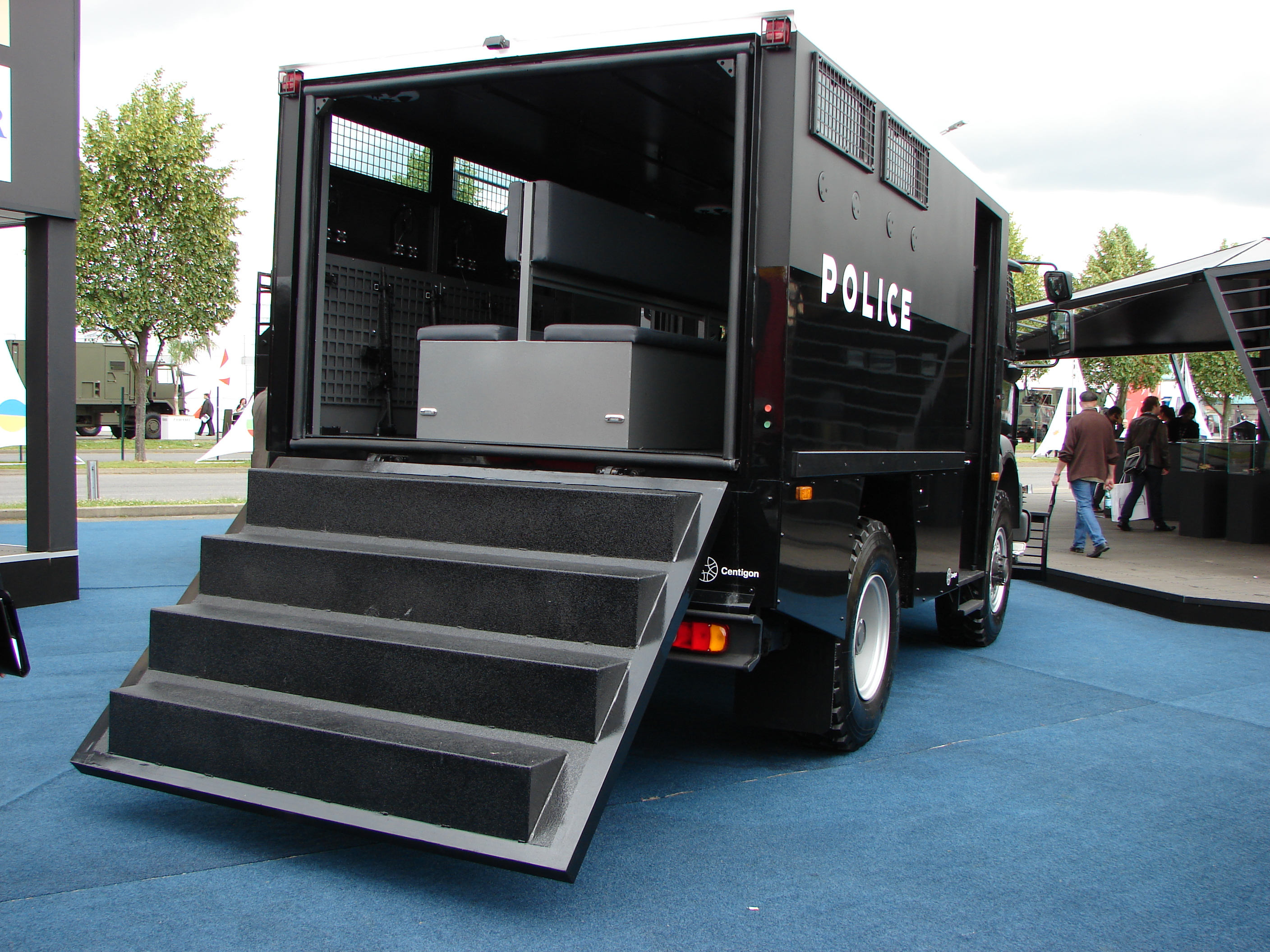
MIDS
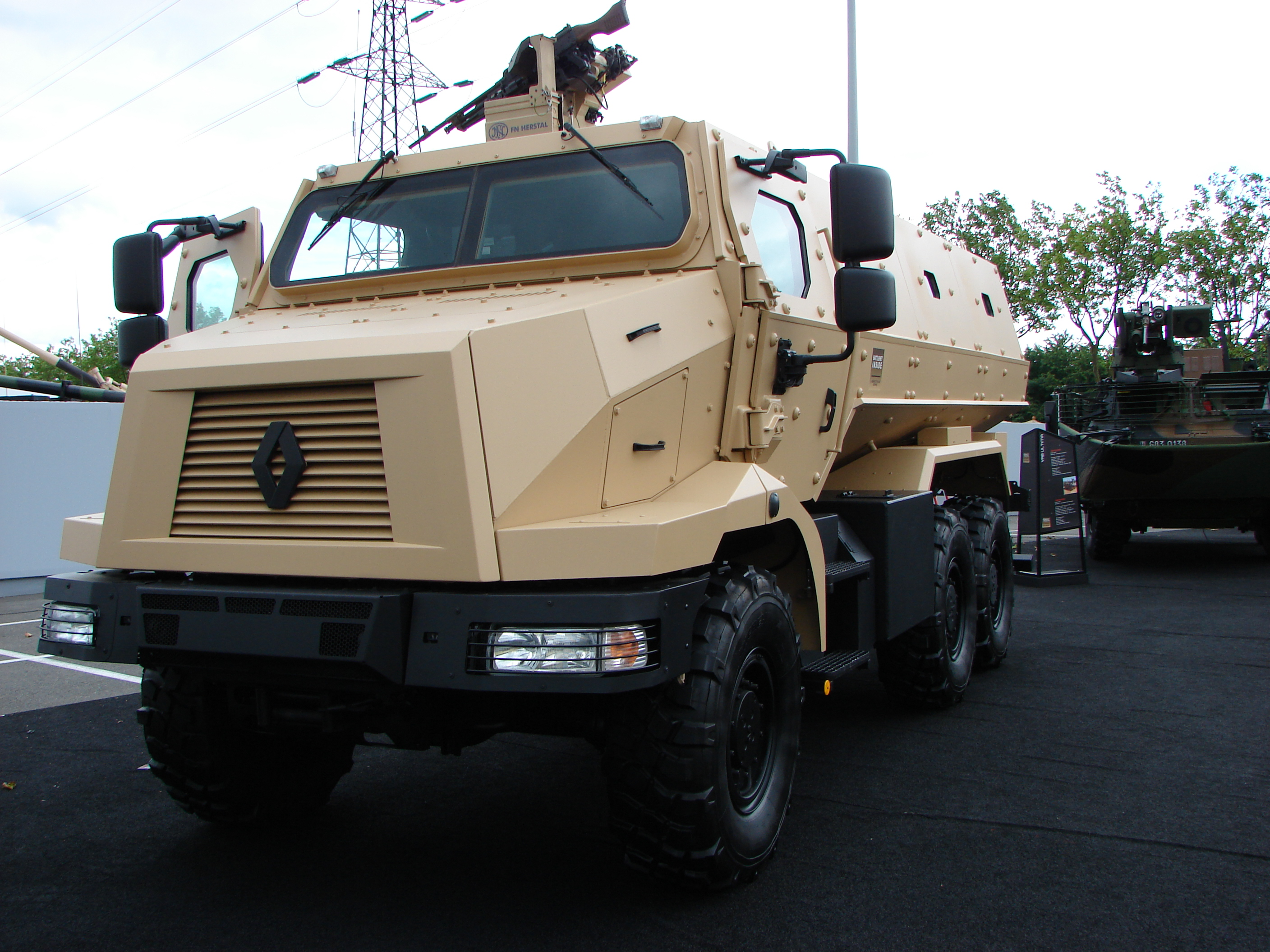
HIGUARD

### Дистанционно-управляемые турели
Через своё бизнес-подразделение Hornet компания Arquus продаёт ряд дистанционно управляемых турелей. Предлагаются три варианта, которые уже заказаны французской армией:
- Hornet (T1) на бронированном Griffon[18]
- Hornet Lite
- Hornet S, устанавливаемые на EBRC Jaguar[19]

После того, как французской армии было продано более 1700 экземпляров, с 2021 года они доступны для экспорта в сотрудничестве с Safran, которая отвечает за оптико-электронные системы.
Hornet также предлагает различные интегрированные решения, расширяющие функциональность турели:
- Hornet Stealth Protection, которая предлагает активную защиту мягкое уничтожение машины благодаря акустическому детектору Pillar V от Metravib в сочетании с головкой дымовой установки Galix от Лакруа работает по другой оси оружия. Это позволяет Hornet очень быстро справляться с двумя непосредственными угрозами в двух разных направлениях с двумя отдельными эффекторами (оружие и дым)[22].
- Hornet Air Guard, решение для борьбы с дронами, основанное на подключении гранатомета с боеприпасами 40 мм взрыв в воздухе с радаром и RF Hydra gonio от CerbAir[23].
- Hornet Akeron, противотанковое решение, основанное на добавлении ракеты Akeron MP на турели.

### Грузовики

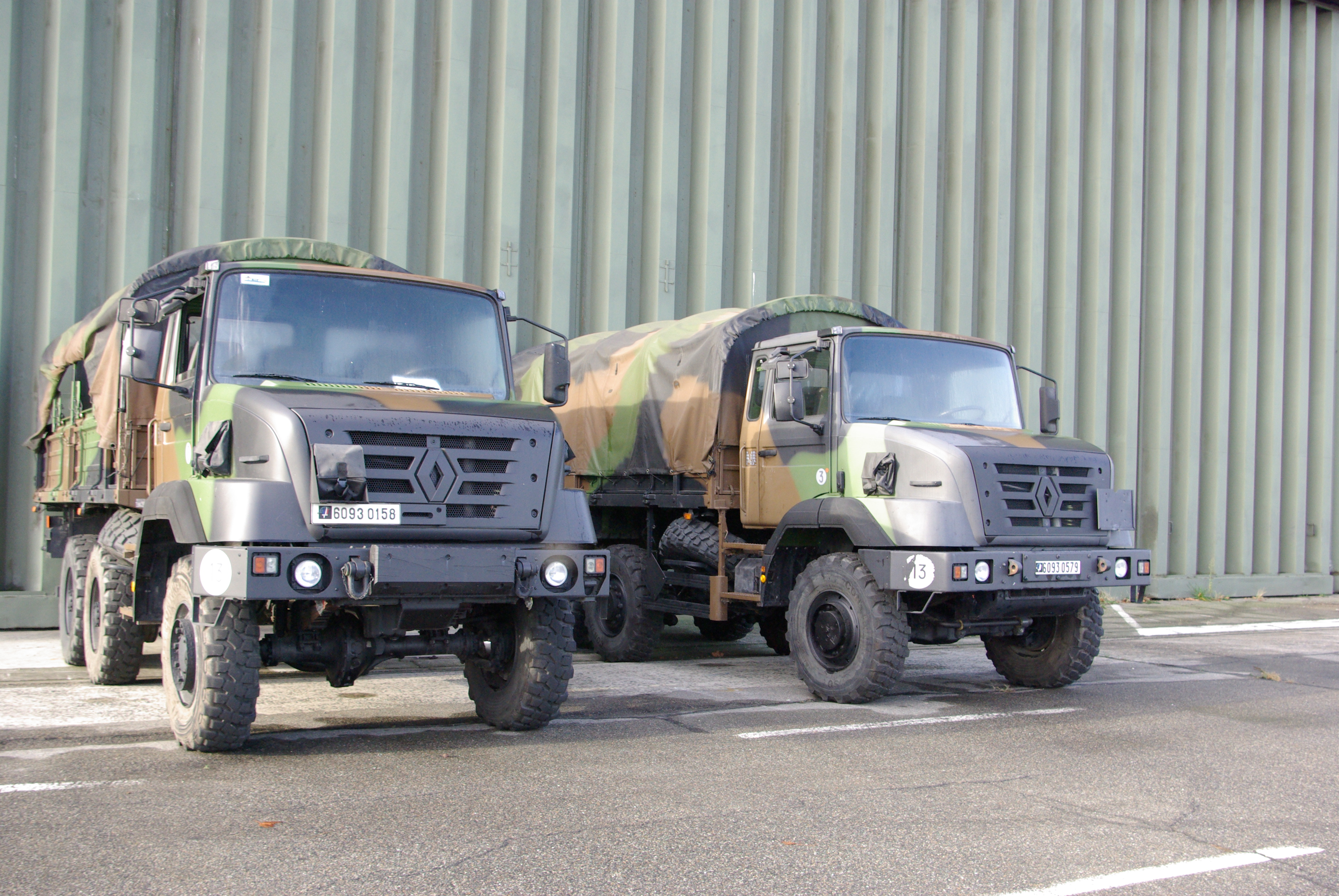
Sherpa 5 на вооружении французской армии

Он включает в себя линейку грузовиков VLRA.
Он также включает ряд тактических грузовиков 6x6 и 4x4: Sherpa 5 и Sherpa 10 с полезной нагрузкой от 6 до 12 тонн. Для них характерна вездеходность. Sherpa 5 состоит на вооружении французской армии в качестве шасси CAESAR 155 мм артиллерийской системы и в качестве машины для перевозки боеприпасов. Sherpa Medium перевозится по воздуху в C-130 и может вмещать бронированную кабину.
Более тяжелые Sherpa 15 и Sherpa 20 больше не продаются.
Линия грузовиков Logistics происходит от гражданского Kerax, который был военизирован. В него входят перевозчики и тягачи. Военизированные варианты в основном имеют конфигурации 4x4, 6x6, 8x4 и 8x8. Kerax находится на вооружении французской армии и многих других стран, включая Чад.
Тягач TRM 700-100 предназначен для перевозки танка Leclerc.